# Jetix

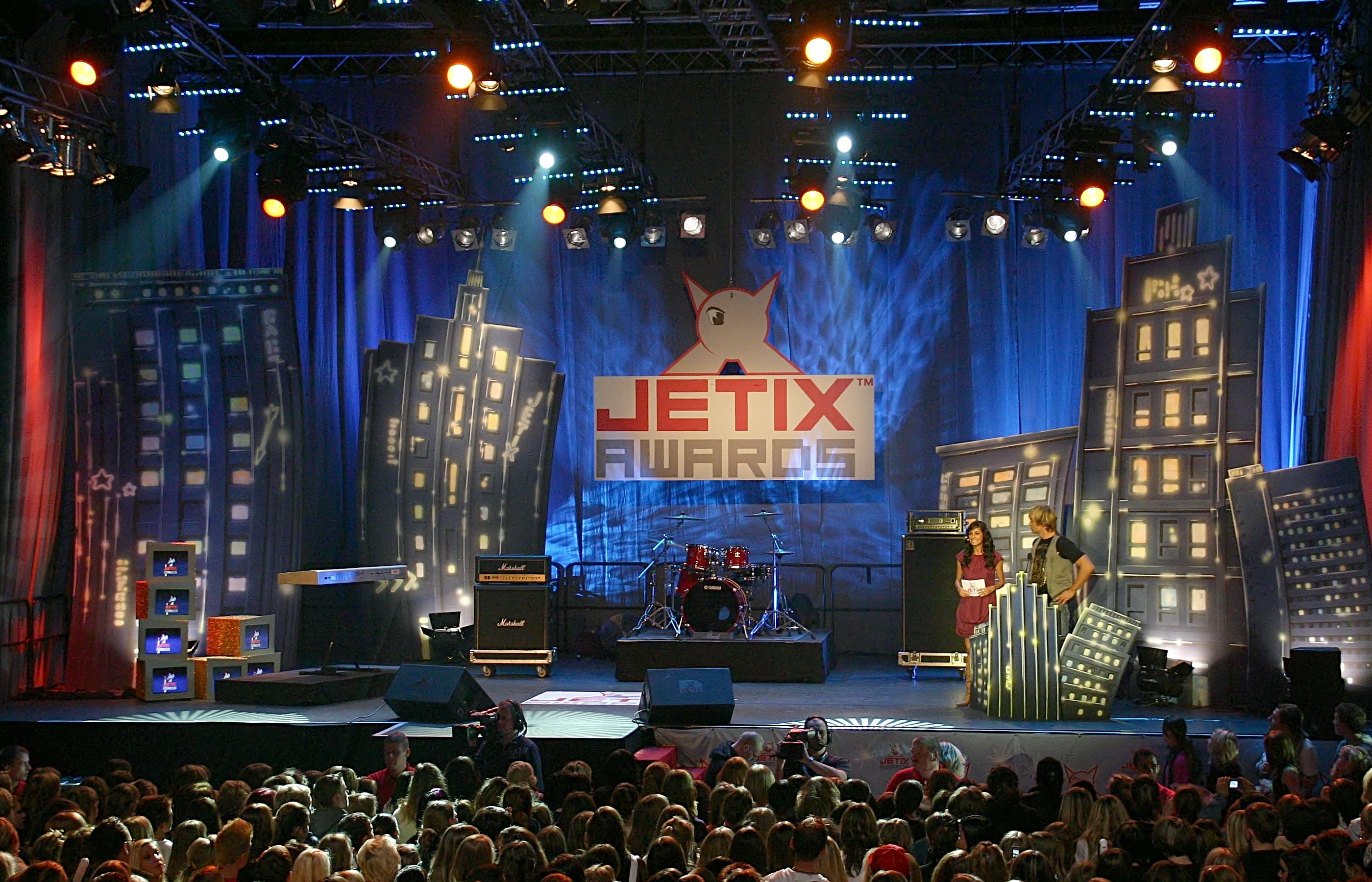
Verleihung der Jetix-Awards im Rahmen der Jugendmesse YOU 2008 in Berlin

Logo von Fox Kids (1. Oktober 2000 – 10. Juni 2005)

Jetix (Eigenschreibweise: JETIX) war ein Fernsehsender für Kinder im Alter von 4 bis 13 Jahren.

## Hintergrund
Sendestart war am 1. Oktober 2000 unter dem Namen „Fox Kids“. Seit 10. Juni 2005 hieß der Sender „Jetix“. Jetix Europe war an der Amsterdamer Börse Euronext notiert. Hauptanteilseigner war die Walt Disney Company (75 %). Das Unternehmen selbst war bis zum Sendeschluss Teil des amerikanischen Unternehmens 4kids Entertainment.
Ab August 2007 konnte Jetix als Teil der Vodafone MobileTV-Flatrate gesehen werden. Weltweit erreichte Jetix über 279 Millionen TV-Haushalte in 80 Ländern und 25 Sprachen.
Zusätzlich wurde am Sonntagmorgen ein Jetix-Programmblock im frei empfangbaren Kabel Eins ausgestrahlt.
Am 9. Oktober 2009 stellte Jetix seinen Sendebetrieb ein und wurde durch Disney XD ersetzt.
Gesendet wurden Gewinnspiele, Action-, Abenteuersendungen und Humorvolles. Das Programm wurde von der Jetix Europe GmbH mit Sitz in München produziert.

## Programm in Deutschland
Auf dem Sender wurden u. a. folgende Serien ausgestrahlt:
- Bobobo-bo Bo-bobo
- Card Captor Sakura
- Coop gegen Kat
- Crayon Shin-Chan
- Die Simpsons
- Digimon
- Ein Fall für Super Pig
- Flint Hammerhead
- Fly Tales
- Galactik Football
- Medabots
- Monster Rancher
- Naruto
- Ōban Star-Racers
- Pokémon
- Popeye
- Power Rangers
- Pucca
- Shaman King
- So Little Time
- Sonic X
- Super Robot Monkey Team Hyperforce Go!
- Totally Spies!
- Typisch Andy!
- W.I.T.C.H.
- Xiaolin Showdown
- X-Men
- Yu-Gi-Oh!

## Jetix Kids Awards
Der Jetix Kids Awards ging 2004 aus dem seit 2001 verliehenen Goldenen Fritz hervor, nachdem Fox Kids 2004 in Jetix umbenannt worden war. In neun Kategorien wurden bis 2008 Personen aus der  Musik-, Film-, Fernseh- und Entertainmentbranche von Kindern gewählt. Die Verleihungen fanden auf der Jugendmesse YOU in Berlin statt.

## Jetix Kids Cup
Der Sender veranstaltete von 2006 bis 2010 jährlich den Jetix Kids Cup, welcher als Pendant zur Fußball-Weltmeisterschaft für Kinder ausgerichtet wurde.